# Тихе (П'ятихатський район)
Тихе — колишнє село в Україні, П'ятихатському районі Дніпропетровської області. Чисельність населення за даними 1982 року становила 10 осіб. Ліквідоване у 1987 році.
Знаходилося у півтора кілометрах від сіл Савро, Вільне та Семенівка.